# Ouled 'Ali
Ne doit pas être confondu avec Ouled Ali.
 (juillet 2015).
Si vous disposez d'ouvrages ou d'articles de référence ou si vous connaissez des sites web de qualité traitant du thème abordé ici, merci de compléter l'article en donnant les références utiles à sa vérifiabilité et en les liant à la section « Notes et références ».
Les Ouled ʿAli (en arabe اولاد علي) sont une tribu marocaine qui habitent entre le pays des Ziaida et le pays des Mdakra.

## Origines et Fractions

### Origines
Elle est arabe de souche  yéménite, de la tribu Banu Maqil, une des tribus bédouines ayant migré avec les Banu Hilal.

### Fractions
Elle est constituée de 4 grandes fractions .:
- des Ahlef (possiblement les Ahlaf)
- Ouled Malek
- Dlalja
- Rdadna